# Agnes Miegel
Agnes Miegel (Königsberg, 9 marzo 1879 – Bad Salzuflen, 26 ottobre 1964) è stata una scrittrice, poetessa e giornalista tedesca conosciuta soprattutto per le sue poesie e racconti sulla Prussia orientale, ma anche per il sostegno dato al Partito nazista e inserita nella Gottbegnadeten-Liste.